# Ankylosauria
Los anquilosaurios (Ankylosauria) son un infraorden de dinosaurios ornitisquios tireóforos, que vivieron desde el Jurásico inferior hasta el Cretácico superior (hace aproximadamente 208 y 65 millones de años, desde el Hettangiense hasta el Maastrichtiense), en lo que hoy es América, Europa, Asia, Australia y la Antártida.

## Descripción
Los anquilosaurianos eran herbívoros cuadrúpedos, con el cuerpo cubierto por una sólida armadura de placas óseas y, en algunos casos, espinas.
Los individuos del género más conocido y que da nombre al suborden, los anquilosaurios, medían entre 6 y 9 m de largo. Su poderosa cola estaba formada por dos huesos que se extendían a cada lado de los huesos de la cola.
De acuerdo a un estudio del Museo Universitario de Hokkaido, en Japón, y del Museo de Historia Natural de Nueva York, el anquilosaurio habría emitido un sonido parecido al de las aves.

## Sistemática
Ankylosauria se define como el clado más inclusivo que contiene al Ankylosaurus magniventris (Brown, 1908) pero no al  Stegosaurus stenops (Marsh, 1887).

### Taxonomía
- Infraorden Ankylosauria
  - Bienosaurus
  - Scelidosaurus
  - Minmi
  - Antarctopelta
  - Vectipelta[2]
  - Familia Nodosauridae
  - Familia Ankylosauridae